# Informationsministerium
Informationsministerium, auch Kommunikationsministerium, nennt man ein Ministerium, das sich speziell um die Anliegen der Informationen und Kommunikation kümmert. Es gibt sie in zwei Ausprägungen:
- als Medienministerium, das heißt, ein Ministerium, das sich um den Bezug Staat-Gesellschaft–Massenmedien kümmert. Unter diesen Begriff fallen auch Zensurbehörden, wie auch die als Propagandaministerium bekannten Behörden für Aufrechterhaltung eines politisch gewollten Bildes in der Berichterstattung (staatliche Pressearbeit). Sonst sind diese Angelegenheiten eines Sicherheitsministeriums oder allgemeinen Innenministeriums
- als Ministerium für Informationstechnologie, also die Angelegenheiten speziell der Neuen Medien, zum einen als Technologie-/Innovationsministerium oder Infrastrukturministerium zu deren Ausbau und der Förderung der Zugänglichkeit, wie auch als Verwaltungsministerium für den Ausbau des eGovernment. In dieser Form sind die Ministerien naturgemäß jüngsten Datums

Die beiden Aspekte mischen sich innerhalb eines Ministeriums, je nach Regierungsabsichten.

Historisch leiten sich diese Ministerien aus dem Postministerium des 19. Jahrhunderts ab und haben meist auch noch Obhut über die hoheitsrechtlichen Agenden des Postwesens.

## Liste von Informationsministerien
| Land                         | Ministerium | kurz        | Portefeuilles und Anmerkungen | Minister                                                       |
| ---------------------------- | --- | ----------- | --- | -------------------------------------------------------------- |
| Afghanistan                  | Ministry of Information and Culture | MOIC        | Information und Kultur |                                                                |
| Ägypten                      | وزارة الإتصالات وتكنولوجيا المعلومات Ministry of Communications and Information Technology                                                             | MCIT        | Kommunikation und Informationstechnologie |                                                                |
| Australien                   | Department of Broadband, Communications and the Digital Economy                                                                                        | DBCDE       | Breitbandnetz, Kommunikation und eWirtschaft | Minister for Broadband, Communications and the Digital Economy |
| Bangladesch                  | Ministry of Information | MOI         | Information |                                                                |
| Brunei                       | Kementerian Penerangan, Komunikasi dan Kesenian 新加坡新闻通讯及艺术部 Ministry of Information, Communications and the Arts                            | MICA        | Information, Kommunikation und Kunst speziell für Kunst seit 2004 |                                                                |
| Volksrepublik China          | 工业和信息化部 Ministerium für Industrie und Informationstechnik                                                                                       | MIIT        | Industrie und Informationstechnologie (zh) |                                                                |
| Deutschland                  | Bundesministerium für Digitales und Staatsmodernisierung                                                                                               | BMDS        | Digitales und Verkehr | Bundesminister für Digitales und Staatsmodernisierung          |
| Fidschi                      | Ministry of Information |             | Information |                                                                |
| Indien                       | - Ministry of Information and Broadcasting - Ministry of Communication and Information Technology - Ministry of Electronics and Information Technology | - MIB - MIT | - Information und Rundfunk - Kommunikation und Informationstechnologie |                                                                |
| Indonesien                   | Ministry Communication and Informatics |             | Kommunikation und Informationstechnologie |                                                                |
| Kenia                        | Ministry of Information and Communications |             | Information und Kommunikation | Minister of Information and Communications                     |
| Kambodscha                   | ក្រសួងព័ត៌មាន Ministry of Information Ministere de l’Information                                                                                            |             | Information |                                                                |
| Kasachstan                   | Мәдениет және ақпарат министрлігі министерства культуры и информации                                                                                   | Мж мк       | Kultur und Information |                                                                |
| Demokratische Republik Kongo | Ministère de l’Information, Communication et Médias |             | Information, Kommunikation und Medien |                                                                |
| Libanon                      | وزارة الإعلام Ministry of Information Ministere de l’Information                                                                                       |             | Information |                                                                |
| Liberia                      | Ministry of Information, Cultural Affairs and Tourism                                                                                                  | MICAT       | Information, kulturelle Angelegenheiten und Tourismus |                                                                |
| Malaysia                     | Kementerian Penerangan Komunikasi & Kebudayaan Ministry of Information, Communication and Culture                                                      | KPKK        | Information, Kommunikation und Kultur |                                                                |
| Nepal                        | Ministry of Information and Communications | MOIC        | Information und Kommunikation |                                                                |
| Nauru                        | – |             | Telekommunikation | Nauruische Regierung: Ministry of Telecommunications           |
| Pakistan                     | Ministry of Information and Broadcasting | INFOPAK     | Information und Rundfunk |                                                                |
| Saudi-Arabien                | وزارة الثقافة والإعلام Ministry of Culture and Information                                                                                             |             | Kultur und Information seit 1962 | Minister of Culture and Information                            |
| Türkei                       | Ulaştırma ve Altyapı Bakanlığı Ministerium für Transport und Infrastruktur                                                                             | UAB         | |                                                                |
| Vietnam                      | Bộ Thông tin và Truyền thông Ministry of Information and Communications                                                                                | MIC         | Kultur und Information |                                                                |
| Vereinigtes Königreich       | Department for Culture, Media and Sport |             | Kultur, Medien und Sport 4 Minister (Medienressort umfasst Arts, media, museums and galleries, telecoms and broadband, digital switchover, creative industries, libraries) | Secretary of State for Culture                                 |

## Historische Ministerien
nach Auflassung:
- Deutsches Reich: Reichsministerium für Volksaufklärung und Propaganda (RMVP) 1933–1945
- Norwegen: Kultur- og folkeopplysningsdepartementet (Kultur und Volksaufklärung) 1940–1945
- Vereinigtes Königreich: War Propaganda Bureau, 1914 Ministry of Information (MoI) 1917–1918 und 1939–1946
- Irak: Informationsministerium 1979–2003
- Österreich: Bundesminister für Frauen, Medien und Regionalpolitik am Bundeskanzleramt, Doris Bures Juli–Dezember 2008
- Bahrain: Ministry of Culture and Information (MOCI)[19]
- Jamaika: Ministry of Information, Culture, Youth & Sports (JIS)[20], heutige Ministerien siehe Liste der Ministerien in Jamaika
- Äthiopien: Ministry of Information (MOINFO)[21]
- Laos: Ministry of Information and Culture[22]
- Südkorea: 정보통신부 Jeongbotongsinbu (Ministry of Information and Communication MIC)
- Litauen: Kommunikations- und Informatikministerium der Republik Litauen, Lietuvos Respublikos ryšių ir informatikos ministerija